# Yuria Type 100
Yuria Type 100 (ユリア100式?, Yuria Hyaku-shiki) è un manga giapponese ideato da Shigemitsu Harada e disegnato da Nobuto Hagio. È stato pubblicato per la prima volta sul magazine Young Animal nel 2006 e ne sono stati prodotti un totale di 100 capitoli (più nove speciali) mentre il primo tankōbon è stato realizzato il 29 agosto 2006.
Il capitolo finale del manga, il numero 100, è stato pubblicato sulla rivista Young Animal il 22 gennaio 2010 ed ha, non a caso, la stessa numerazione presente nel nome della protagonista femminile della storia. Nel dodicesimo ed ultimo volume del manga la numerazione di questo capitolo ha però dovuto subire una modifica divenendo il capitolo 101.
Nel 2008 è stato prodotto un Drama CD inerente ai primi capitoli dell'opera.
Nel volume 10 è stata annunciata la produzione di una versione live-action dell'opera.

## Trama
Nell'anno 20XX il Dottor Akiba, uno scienziato pervertito, inventa Yuria 100, una bambola gonfiabile robotizzata dalle sembianze pressoché identiche a quelle di una donna vera. Per diventarne il padrone però bisogna penetrarla e fino a che ciò non avvenga la bambola rimane libera di decidere secondo la propria volontà. Yuria così si rifiuta di diventare la schiava del suo creatore e fugge via seminuda, venendo salvata da Shunsuke, un giovane ragazzo che si trovava a passare di là, che le offre ospitalità per la notte. All'inizio l'androide è sospettosa nei confronti del ragazzo di cui non si fida, pensando che l'abbia invitata solo per approfittare di lei, ma presto cambia idea ed a causa della sua natura cerca nella notte di copulare con lui ma Shunsuke, essendo fidanzato, rifiuta.
Yuria non avendo nessun altro posto dove andare inizia una convivenza con il ragazzo e piano piano si infatua di lui cercando ripetutamente di farsi registrare così da potergli restare accanto per sempre. Ma l'arrivo della fidanzata Maria e la fedeltà di Shunsuke le renderanno questo compito molto difficile.

## Personaggi

### Personaggi principali
- Yuria Type 100 (ユリア100式?, Yuria 100 Shiki), chiamata semplicemente Yuria.
  - Misure: 88 - 52 - 86, coppa F.

Yuria è una bambola robotica multiuso creata dal dottor Akiba per soddisfare qualsiasi esigenza maschile, in particolar modo quelle sessuali. Appena attivata il dottore le spiega qual è il suo compito e cerca di registrarla, penetrandola per la prima volta. Yuria però è inorridita da questa eventualità e riesce a scappare dalle grinfie del suo creatore ritrovandosi per strada seminuda. Rimasta sola vede un cane randagio e pensa che anche lui stia soffrendo come lei ma anche il cane cerca di approfittarsi di lei e solo l'intervento tempestivo di Shunsuke riesce a salvarla. Il ragazzo decide di portarla a casa con sé per darle dei vestiti ed un posto dove dormire ma Yuria, viste le esperienze appena trascorse, crede che il ragazzo voglia solo saltarle addosso. Al contrario è lei a fare la prima mossa e piombare su di lui comandata dal suo istinto da Love Doll, ma Shunsuke resiste e riesce a liberarsi dal suo attacco. Non avendo nessun posto dove andare i due cominciano una convivenza. Un giorno Shunsuke dimentica una relazione a casa e Yuria decide di portargliela, purtroppo all'università incontra il dottor Akiba che vuole riprendersela, Yuria chiede a Shunsuke di fingere di essere il suo ragazzo e prova a sedurlo ma inaspettatamente lui la bacia e la difende dal dottore. Questo evento scatena nella robottina un nuovo sentimento a lei fino ad ora sconosciuto: l'amore, decide quindi che l'uomo per lei è solo Shunsuke e da quel giorno cerca di farsi registrare dal ragazzo in ogni modo. Yuria ha un rapporto molto teso con Maria, la fidanzata di Shunsuke, in quanto il convivere col suo fidanzato è visto come una cosa sconveniente nell'alta società ed i comportamenti spinti di Yuria la fanno ancora più adirare. Malgrado ciò Yuria capisce i sentimenti di Maria e non la detesta anche se non è disposta a rinunciare a Shunsuke.
- Kubo Shunsuke (久保瞬介?, Kubo Shunsuke)

Shunsuke è uno studente universitario di 21 anni che lavora part time per potersi pagare l'alloggio a Tokyo. Una sera, uscito dal lavoro, incontra una strana giovane aggredita da un cane e decide di portarla con sé a casa per rifocillarla. Il nome di questa ragazza è Yuria e non ha nessun altro posto dove andare così decide di tenerla a vivere con sé. A discapito dei continui attacchi sessuali di Yuria il ragazzo pensa che lei sia una persona innocente e che gli altri possano aggredirla se lasciata sola ed anche se il fatto di vivere con lei possa provocargli dei grattacapi con Maria, la sua fidanzata, decide che non può ignorare una persona in difficoltà. Per Yuria però comincia a provare qualcosa in più del semplice affetto perché paragonata alla sua fidanzata sempre chiusa e supponente lei è molto più solare e spontanea ma comunque non può tradire Maria perché è una persona che rispetta le parola data. Anche Julia e Yurin proveranno a sedurlo ma lui non cederà alle loro tentazioni. Shunsuke è inoltre un bravo lottatore e questo gli permette di avere facilmente la meglio su Yuria ma anche sulle più agguerrite Julia e Lucy Mark II. Durante il suo lavoro da corriere incontra anche Lucy Mark 3.5 che ci prova con lui, ma anche in questo caso la sua forza fisica ha la meglio.

### Personaggi secondari

#### Love Dolls serie Yuria
- Yuria Type 105 (ユリア105式?, Yuria 105 Shiki), chiamata Julia.
  - Misure: 95 - 54 - 92.

La seconda bambola creata dal dottor Akiba ed anche questa, come la prima, non vuole farsi registrare dal proprio creatore decidendo di fuggire. Ha capacità sessuali nettamente superiori a Yuria ed arriva anche ad utilizzare la violenza per ottenere ciò che vuole. Lega Yuria e cerca di violentare Shunsuke per farsi registrare ma il ragazzo riesce a sfuggire dalla sua presa. Successivamente torna ad attaccare Shunsuke spacciandosi per una venditrice porta a porta ma anche questa volta non riesce nel suo intento. Yuria, gelosa di Shunsuke, la porta da Yoshio un giovane studente delle superiori patito di bambole che la tiene con sé. Per Julia il ragazzo non ha ancora 18 anni e quindi per essere registrata deve aspettare altri 9 mesi, nel mentre decide di farsi passare per una "Figure" a dimensioni reali creando comunque parecchio scompiglio in casa perché la madre di Yoshio crede che il ragazzo si masturbi con lei. Quando Yoshio finalmente compie 18 anni Julia è libera di poter diventare la sua Love Doll personale ma ogni volta che prova a farsi registrare accade qualcosa di imprevisto.
- Yuria Type 108 (ユリア108式?, Yuria 108 Shiki), chiamata Yurin.
  - Misure: 70 - 54 - 68.

L'ultima bambola creata dal dottor Akiba ma questa volta le sembianze sono quelle di una bambina col corpo modificabile a seconda dei desideri del proprietario durante la crescita. Anche lei fugge e viene incontrata da Shunsuke che pensa che sia in pericolo a causa di un molestatore e così decide di portare anch'ella a casa. La Love Doll prova a sedurre Shunsuke ma anche lei non vi riesce perché il ragazzo non è attratto da ragazze così giovani. Yurin è molto intelligente e capisce subito la situazione così decide di cercare una persona a cui piacciano i bambini ed al parco incontra Ippei che la porta con sé a casa dopo che Yurin lo aveva messo in imbarazzo davanti a tutti. Decide di restare con il ragazzo e racconta a Yuria che è stata rapita ma sta bene.
- Yuria Type 1000 (ユリア1000式?, Yuria 1000 Shiki).

Nel novantaseiesimo capitolo viene introdotto questo avanzatissimo modello capace di modificare le proprie fattezze e la forma del proprio corpo a piacimento. Assumerà le sembianze della madre di Yoshio, di Yurin in versione gothic lolita ed infine di Maria.

#### Umani
- Nakamura Maria (中村まりあ?, Nakamura Maria)

La fidanzata di Shunsuke, bellissima ma con un carattere molto altezzoso e distaccato tiene profondamente a Shunsuke anche se non possono vedersi molto di frequente. Detesta Yuria di cui è molto gelosa e non vorrebbe vederla vivere sotto lo stesso tetto con il proprio ragazzo e cerca di impedirlo in ogni modo non riuscendoci. Si sbronza molto facilmente e perde totalmente il controllo di sé diventando un'altra persona. È molto timida ed odia le cose sconce ("ecchi"), con Shunsuke ha avuto solo due rapporti sessuali ambedue andati a finire abbastanza male per le pretese ed i comportamenti della giovane. Il loro terzo incontro amoroso si conclude mestamente come i primi due.
- Yoshio (良夫?, Yoshio)

Uno studente delle superiori che conosce Yuria durante delle ripetizioni e si infatua di lei. Sia Yuria che Julia vanno vicino a farsi registrare da lui ma non avendo ancora 18 anni (ha 17 anni e 3 mesi) si rifiutano proprio all'ultimo momento. Decide di tenere con sé Julia e fa credere alla madre che si tratti solo di una bambola dalle dimensioni reali, purtroppo per lui ogni volta che la madre entra in camera sua lo trova a masturbarsi sulla Love Doll.
- Madre di Yoshio (良夫ママ?, Yoshio mama)

La madre di Yoshio. Ha 38 anni e vive da sola con il figlio visto che il marito è sempre fuori per lavoro. Ha sempre assecondato la passione del figlio per le action figure così da lasciargli riempire completamente la stanza da letto. La presenza di Julia, che crede essere anch'essa una action figure a grandezza naturale però non la lascia tranquilla, infatti ogni volta che entra nella stanza del figlio lo trova a masturbarsi su di lei.
- Yamamoto Ippei (山本一平?, Yamamoto Ippei)

Studente universitario ventunenne e insegnante alle scuole elementari, diventa oggetto della attenzioni Jurin perché crede che al ragazzo piacciano le ragazze molto giovani. Al parco dopo l'attacco della Love Doll deve scappare rifugiandosi a casa e portandosi con sé l'androide per evitare uno scandalo che lo farebbe licenziare da scuola. Jurin gli fa credere che l'abbia rapita così da poter restare da lui.
- Kaneda Kunihiko (金田国彦?, Kaneda Kunihiko)

Un giovane talent scout che incontra per caso Lucy Mark II per strada e rimane colpito dalla sua bellezza. Lucy Mark II lo porta in un love hotel, dapprima Kaneda crede che la ragazza non sappia cosa sia quel luogo ma ben presto si deve ricredere. Lucy parte infatti subito all'attacco e gli si getta addosso. Kaneda però trova in tutto ciò che lei fa qualcosa che la potrebbe far diventare una grandissima idol, così le propone di lavorare con lui. Lucy Mark II accetta per poter diventare più famosa della serie Yuria.
- Dr. Akiba Ayumu (秋葉歩博士?, Akiba Ayumu Hakase)

Il dottore che ha creato tutte le bambole della serie Yuria. per lui ognuna di esse ha preferito la libertà al posto di diventare la sua schiava sessuale. Prova in diversi modi a catturare le fuggiasche ma tutti i suoi piani sono dei completi fallimenti.
- Kaori Nakamura (中村薫?, Kaori Nakamura)

La ragazza con cui vive attualmente Lucy mark 3.5. Appassionata di manga di genere yaoi non trova nulla di strano che la sua compagna di stanza, che crede sia un ragazzo, si sia infatuata di Shunsuke e di Hikawa  ed anzi decide di aiutarla.
- Kawada & Ogawa (川田&小川?, Kawada & Ogawa)

Due amici di infanzia di Shunsuke. Tutte le volte che Shunsuke torna a casa i due ragazzi lo trovano con Yuria seminuda e pronta a copulare con lui. I racconti di questi eventi fatti a Maria causano delle grosse incomprensioni e la rabbia della ricca ragazza.
- Hikawa Mitsuhide (氷川光秀?, Hikawa Mitsuhide)

Il presidente del club di wrestling dell'università di Shunsuke. Convince Shunsuke a lottare con lo pseudonimo di "Lottatore mascherato" non potendo farsi vedere in pubblico a causa di Yuria. Durante il primo incontro di Shunsuke fa da cronista, nel secondo fa coppia con Lucy Mark II affrontandolo e nel terzo fa team con lui e Yuria contro Kaori, Lucy Mark II e Lucy Mark 3.5. Si ritrova ben presto a doversi difendere dalle avance sessuali di Lucy Mark 3.5 che sembra avere un debole per lui.

#### Love Dolls serie Lucy
- Lucy Mark II (ルーシーMarkII?, Lucy Mark II)

La prima bambola robotica creata in America, il suo scopo è quello di sconfiggere la serie di bambole giapponesi Yuria. È molto patriottica e disinibita e non è soggetta ad alcuna registrazione potendo copulare con moltissime persone. Viene sconfitta una prima volta da Julia dopo che aveva provato a sedurre Yoshio ed una seconda da Shunsuke che, allenato dai continui attacchi di Yuria, riesce a resisterle abilmente. Non ha lo stesso sistema di registrazione della serie Yuria quindi può avere rapporti sessuali con molte persone senza problemi. Ha iniziato una carriera da idol grazie al suo manager Kaneda Kunihiko.
- Lucy Mark 3.5 (ルーシーMark3.5?, Lucy Mark 3.5)
  - Misure: 76 - 55 - 78.

Il secondo modello della serie Lucy creato in America. Durante la produzione dei modelli III e IV i fondi dell'azienda sono improvvisamente terminati e si è deciso di fondere i due progetti insieme determinando così il numero di serie 3.5. Il modello III doveva essere una normale, ma più evoluta, Love Doll mentre il IV era il primo modello dedicato alle signore. Il risultato è una Love Doll dall'aspetto femminile ma dotata di pene. Anch'essa viene inviata in Giappone per sconfiggere la serie Yuria e durante la sua consegna incontra accidentalmente Shunsuke di cui si infatua. Attualmente vive con Nakamura Kaori, una giovane studentessa delle superiori appassionata di manga Yaoi, che capisce il suo problema e cerca di aiutarla. Successivamente incontra Hikawa, il presidente del club di wrestling dell'università di Shunsuke, con cui ci prova diverse volte.

## Lista volumi
La versione italiana del manga è stata pubblicata dal 14 marzo 2015 al 23 maggio 2019 nella linea Black Magic della Magic Press Edizioni.

## Drama-CD
Nel 2008 è stato prodotto un drama-CD del primo volume del manga in cui i vari capitoli sono letti ed interpretati da alcuni doppiatori giapponesi. Sono inoltre presenti alcune tracce musicali.
- Lista doppiatori:

| Personaggio     | Doppiatore           |
| --------------- | -------------------- |
| Yuria           | Hide Kitamura        |
| Julia           | Shizuka Itō          |
| Yurin           | Mai Goto             |
| Maria Nakamura  | Ami Koshimizu        |
| Shunsuke Kubo   | Satoshi Hino         |
| Yoshio          | Daisuke Sakaguchi    |
| Ippei Yamamoto  | Takayuki Kondō       |
| Dr. Ayumu Akiba | Akira Osamu Fujiwara |
| Hikawa          | Takahiro Yasumoto    |

- Tracce musicali:
  - Compositore: Koike Masaya
  - Arrangiamento: Koike Masaya
  - Produttore: Sato Hiromi